# Erysiphe azaleae

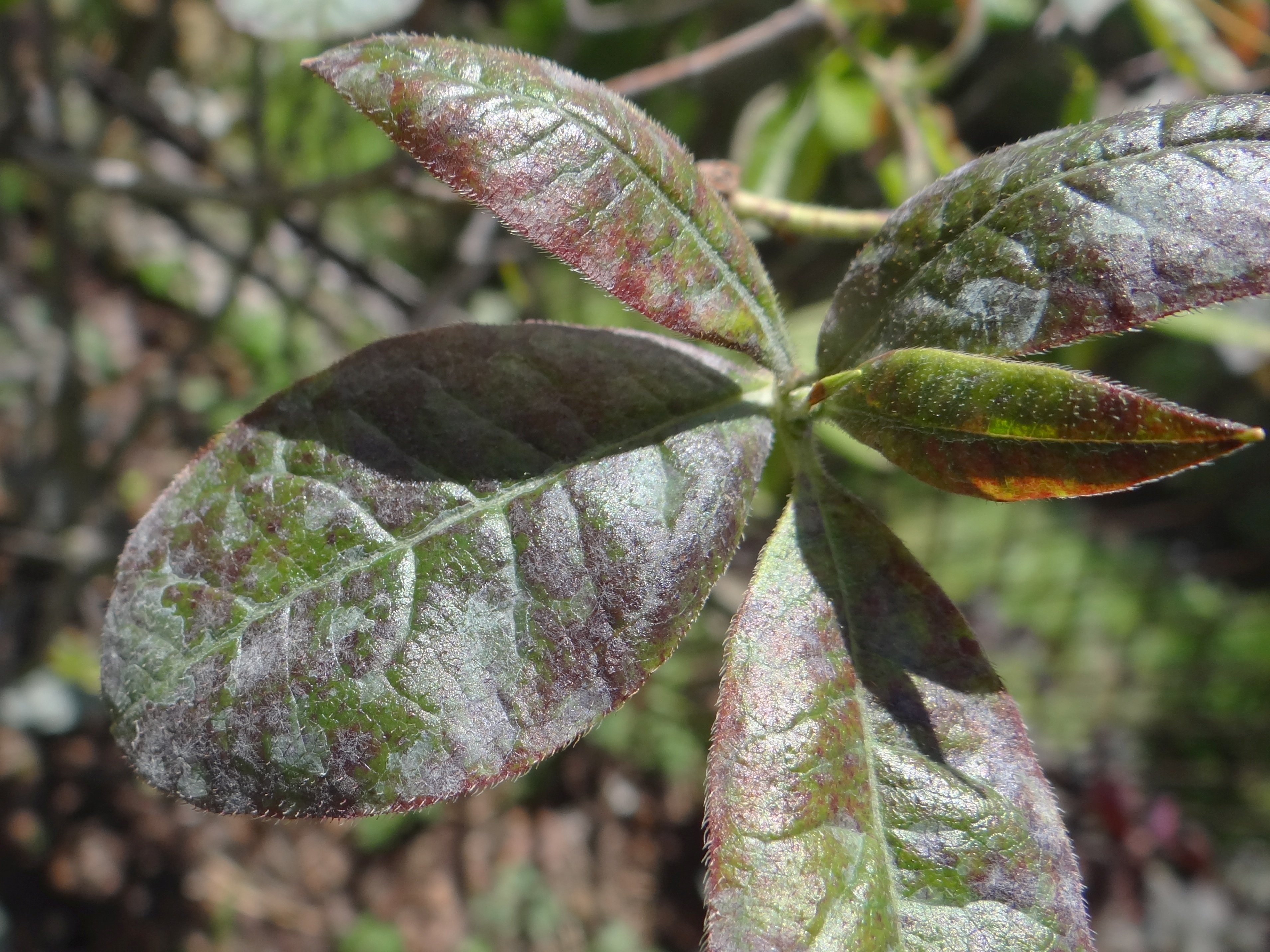
Grzybnia mączniaka na górnej stronie liścia azalii

Erysiphe azaleae (U. Braun) U. Braun & S. Takam. – gatunek grzybów należący do rodziny mączniakowatych (Erysiphaceae). Pasożyt bezwzględny rozwijający się na niektórych gatunkach różaneczników. Wywołuje u nich chorobę o nazwie mączniak prawdziwy azalii.

## Systematyka i nazewnictwo
Pozycja w klasyfikacji według Index Fungorum: Erysiphe, Erysiphaceae, Erysiphales, Leotiomycetidae, Leotiomycetes, Pezizomycotina, Ascomycota, Fungi.
Po raz pierwszy zdiagnozował go w 1982 r. U. Braun nadając mu nazwę Microsphaera azaleae. Obecną, uznaną przez Index Fungorum nazwę nadali mu w 2000 r. U. Braun i S. Takam.
Synonimy:
- Erysiphe rhododendri J.N. Kapoor 1965
- Erysiphe rhododendri var. barottii Y.S. Paul & V.K. Thakur 2006
- Erysiphe rhododendri J.N. Kapoo 1965 var. rhododendri
- Microsphaera azaleae U. Braun 1982
- Oidium ericinum Erikss. 1885

## Morfologia
Grzyb mikroskopijny. Biała lub białoszara grzybnia rozwija się na obu powierzchniach liści, oraz na pąkach i owocach. Do wnętrza tkanek zapuszcza tylko ssawki. Wygląda jak mączysty nalot i jest w zależności od stopnia rozwoju gęsta, zwarta, lub rozproszona, rzadka. Brunatne klejstotecja powstają na obu powierzchniach liści. Mają średnicę 92-183 × 128 μm. Zbudowane są z nieregularnie wielobocznych komórek o średnicy około 10–25 (–30) μm. W okolicach równikowych klejstotecjów wyrastają liczne przyczepki o długości (61–) 92–199 μm. Są bezprzegrodowe, lub posiadają jedną przegrodę przy podstawie. Mają przy podstawie grubą ścianę, stopniowo coraz cieńszą ku wierzchołkowi. Są 4-6 razy rozgałęzione i mają zagięty wierzchołek. Worki elipsoidalne lub jajowate, o rozmiarach 55-73 × 30–49 μm. Są siedzące lub na krótkich trzonkach. W jednym worku powstaje 4–8 hialinowych, elipsoidalnych lub nieco jajowatych askospor o rozmiarach 18-25 × 12 μm. Strzępki proste lub faliste, o długości 31–70 μm i szerokości 4–7 μm, rozgałęziające się pod kątem prostym, z przegrodą w pobliżu rozgałęzienia. Appressoria dobrze rozwinięte. Konidiofory pojedyncze, cylindryczne, nierozgałęzione wyrastające na wierzchołkowej lub bocznej części strzępki. Składają się z jednej komórki podstawowej i wyrastających na niej 1-3 dalszych komórek. Wytwarzają konidia, które początkowo zbudowane są z 2-3 komórek, w stanie dojrzałym są 3-komórkowe. Oddzielają się pojedynczo, sporadycznie tylko w krótkich łańcuszkach. Konidia pierwszorzędne mają rozmiar 20-25-34 × 12–18 μm, konidia drugorzędne 46 × 12–18 μm. Konidia pierwszorzędne różnią się od drugorzędnych także kształtem; mają zaokrągloną podstawę i wierzchołek.